# ایبیدن
ایبیدن (انگلیسی: Ibiden) شرکت الکترونیک ژاپنی است، که در سال ۱۹۱۲ تأسیس شد.